# John Colpoys
John Colpoys (v. 1742 - 4 avril 1821) est un officier de marine de la Royal Navy britannique. Il sert pendant les trois principaux conflits de la fin du XVIIIe siècle mais est plus célèbre pour son rôle catalyseur dans la mutinerie de Spithead en 1797 après qu'il eut ordonné aux marines de tirer sur un groupe de marins qui s'étaient mutinés. Bien que cet événement marque la fin de son service actif au sein de la marine, Colpoys n'en demeure pas moins un administrateur compétent qui servira à terre pendant les guerres de l'Empire et il sera nommé Lord de l'Amirauté, Chevalier Compagnon de l'Ordre du Bain (puis Chevalier Grand-Croix) et Gouverneur du Greenwich Naval Hospital.